# NTTラーニングシステムズ
NTTラーニングシステムズ株式会社（登記社名: エヌ・ティ・ティ ラーニングシステムズ、略称・NTTLS、英: NTT LEARNING SYSTEMS CORPORATION）は、かつて存在したNTTグループの人材育成を目的として設立された企業である。

## 概要
NTTグループ企業向けの社員研修および教育、教材の企画・制作などを主要業務としている。現在はNTTグループ外の企業や官公庁に対する研修サービス提供、小中校等の教育市場ICTソリューション提供のほか、一般企業のTVコマーシャル制作、番組におけるCG制作、XRソリューション、動画配信サービスなども提供している。主な研修場所として、成城学園前にあるNTT中央研修センター、大阪京橋にあるNTT西日本研修センター、本社のあるアーバンネット麻布ビルがある。

## 主な事業
- オーダーメイド研修企画・運営
- eラーニング
- Web研修コンテンツ、モバイル研修コンテンツ開発
  - 院内感染対策eラーニング
- 防災士育成研修
- コンプライアンス研修
- セキュリティコンサルティング
- 通信教育講座
- 映像コンテンツ制作
  - ポストプロダクション（「NTTメディアラボ」名義）
- ホームページ制作
- ふぁんた時間（名作童話の映像・音声配信サービス）
- セミナー・研修会場の貸出
- デジタルサイネージソリューション（デジタルカーペット、デジタル・タッチキューブ）
- オンライン英会話（バーチャル英会話教室）
- コンシューマ向けラーニングサービス（マナビノ、大学受験倶楽部、みんナレ）